# Замок Аррайолуш
Замок Аррайолуш (или Дворец алькальдов, порт. Castelo de Arraiolos) — средневековый замок в деревне Аррайолуш округа Эвора Португалии. Один из редких замков круглой планировки.

## История
О раннем освоении человеком скалистого холма, известном как гора Святого Петра, к северу от Аррайолуш, свидетельствуют археологические находки, в частности древний медный топор, найденный при раскопках в замке и в настоящее время хранящийся в Городском музее Эворы.
Считается, что поселение было образовано около 300 года до н.э.

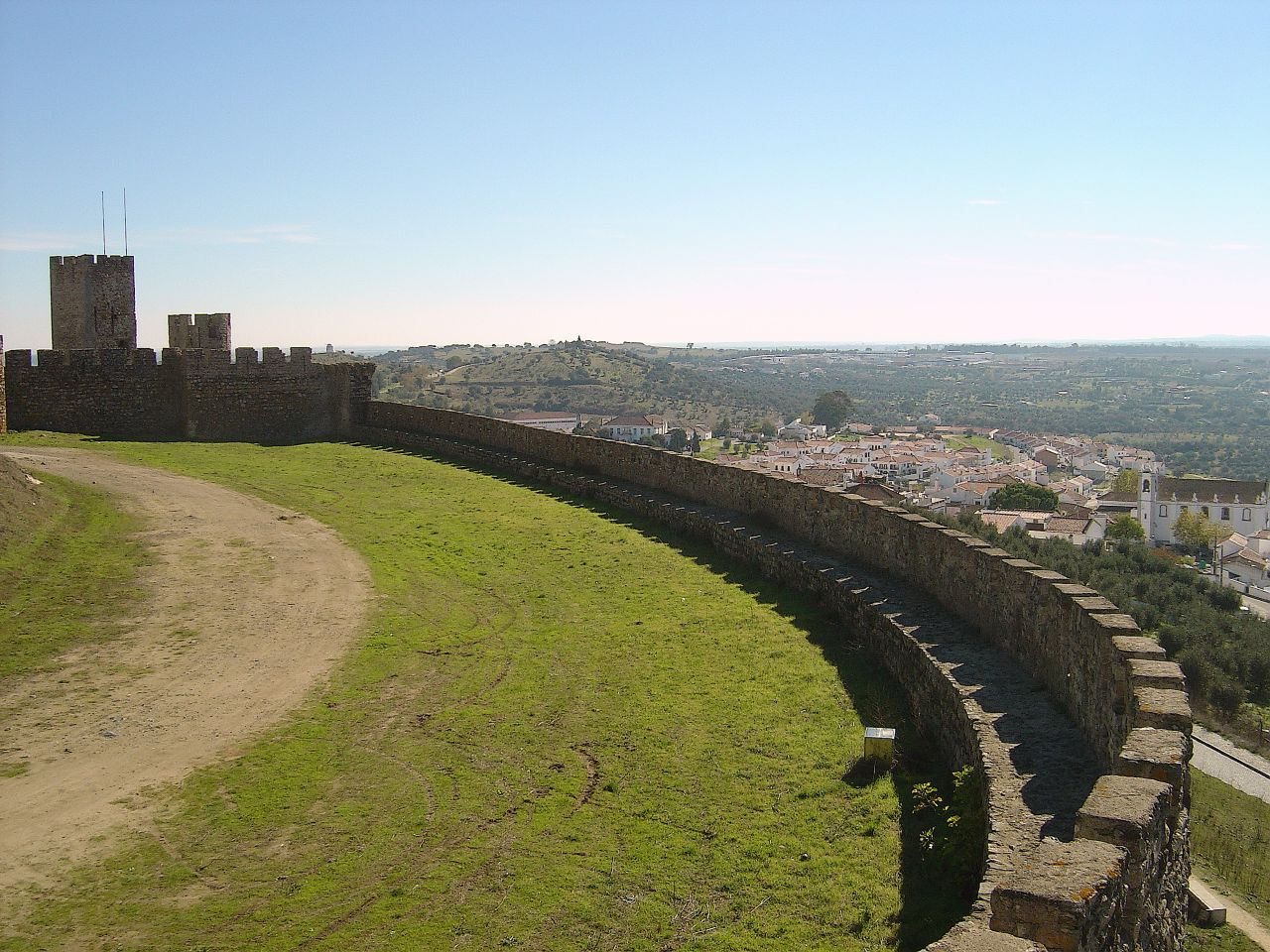
Вид изнутри на стену замка.

Укрепление поселка началось с того, что Аррайолуш был дарован королём Афонсу II (1211—1223) епископу Эворы Соэйру, который добился разрешения построить на холме замок (1217).
Однако реально строительство началось лишь по соглашению, подписанному между королём Динишем (1279—1325), алькальдом, судьей и муниципалитетом Аррайолуша (1305). В нем было указано, что замок должен иметь стену в 207 саженей длиной и три сажени в ширину.
Строительные работы были начаты в 1306 году с бюджетом в 2000 фунтов, предоставленным монархом, и под руководством инженера Жуана Симана. В 1310 году строительство было завершено, и помимо стены были возведены дворец и церковь.
Однако замок уже в XIV веке оказался почти заброшен: он стоял на вершине холма, из-за чего был продуваем ветрами, и жить в нем или рядом с ним было не комфортно. Король Фернанду I (1367—1383) попытался исправить эту ситуацию путём предоставления специальных привилегий жителям деревни (1371). Эти меры, однако, оказались бесполезными, и лишь запирание дверей замка на ночь и угроза отлучения от церкви мешали жителям замка и деревни в целом навсегда покинуть селение.
После кризиса 1383—1385 годов окрестности Арройолуша и замок были переданы коннетаблю Нуну Альварешу Перейре (1387), получившего титул графа Аррайолуша. Между 1385 и 1390 годами из этого района Перейра провел несколько военных экспедиций против Кастилии.

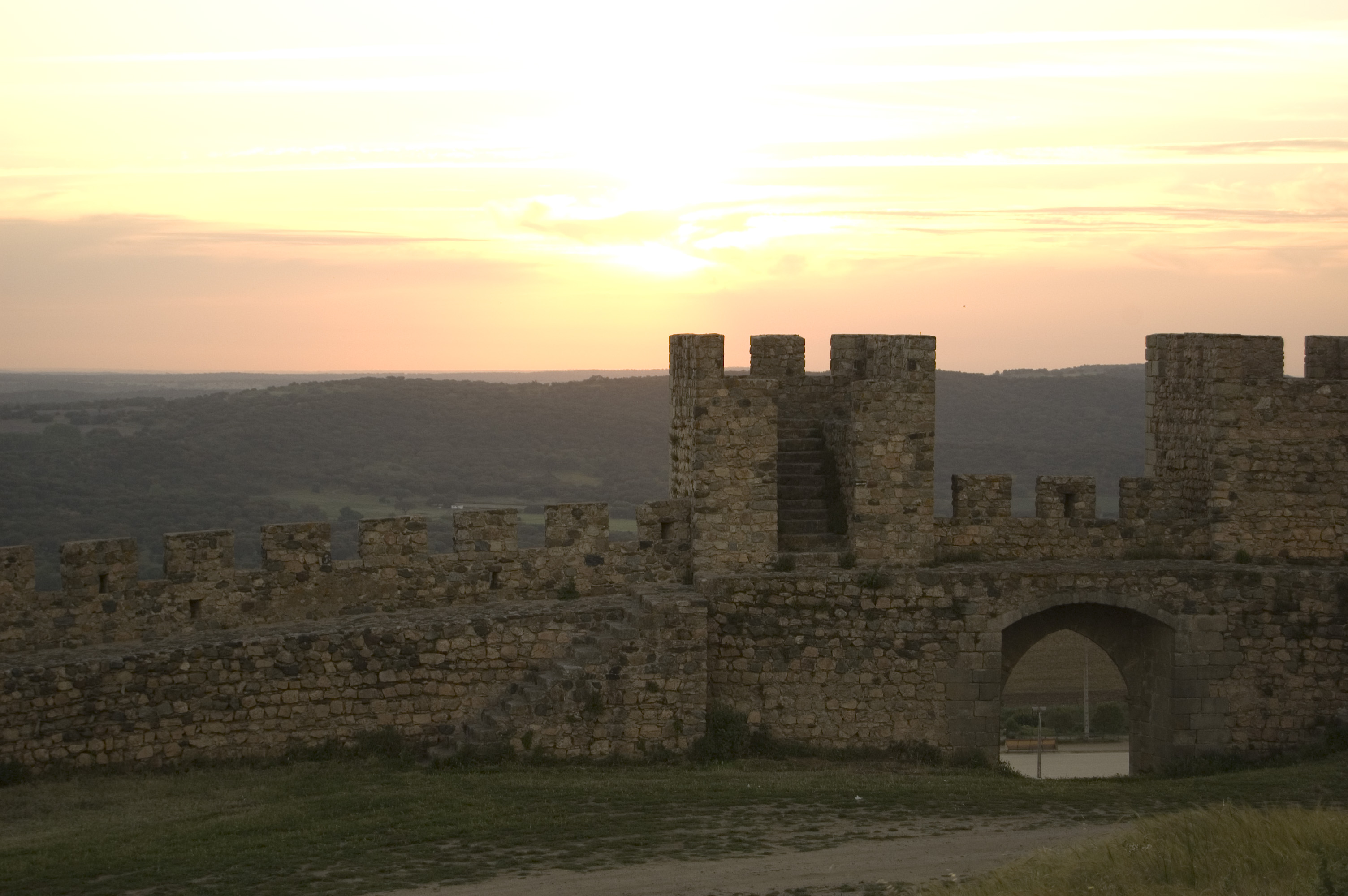
Вид изнутри на ворота Сантарен.

В конце XVI века замок был еще обитаем, каждый день на закате с башни давался сигнал колоколом (1599). В это время на близлежащих склонах холма было возведено большое количество новых домов. Однако уже в начале XVII века окрестности обезлюдели, а дома разрушены.
В 1613 году замок и его постройки находились в аварийном состоянии, на что жаловались должностные лица городского совета.
Во время правления короля Жуана IV (1640—1656) стена деревни и замок были реконструированы (1640). Но уже несколько лет спустя, в 1655, часть барбакана обрушилась, а донжон и Дворец алькальдов были заброшены.
Столетие спустя землетрясение 1755 года причинило замку серьезный ущерб.
В XIX веке плац замка стал кладбищем для жертв холеры в регионе (1833).
23 июня 1910 года замок был объявлен национальным памятником. В период с 1959 по 1963 год замок и стены Аррайолуша были частично восстановлены под эгидой Генерального директората по вопросам национальных зданий и памятников (DGEMN).

## Архитектура

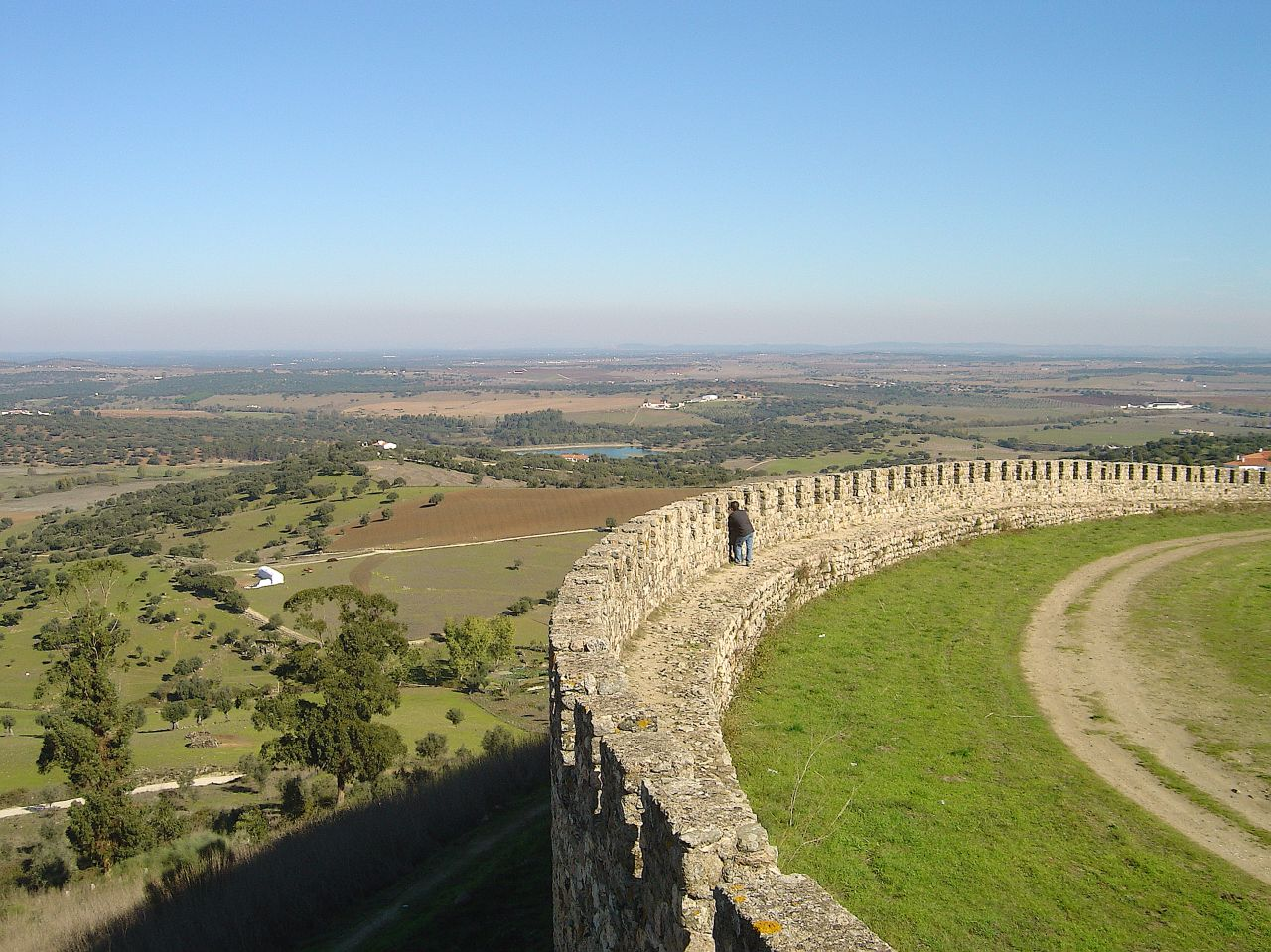
Вид на зубцы и бойницы замка.

Находящийся в северной части замка Дворец алькальдов имеет квадратную планировку. Его интерьер разделен на четыре этажа, а экстерьер увенчан зубцами.
Крепостная стена также зубчатая, имеет форму эллипсоида и в настоящее время находится в хорошем состоянии. Изначально стена имела двое ворот: 
- Portа Vila (барбакан) на юге — на сегодняшний день от ворот остался лишь большой проем в стене;
- Porta de Santarém на северо-западе — в готическом стиле, в окружении двух башен.

Возможно, замок имел еще одни ворота на восточной стороне, где стена имеет некоторые повреждения, похожие на следы замуровывания ворот.
Внутри крепостных стен также расположены башня с часами, украшенная шпилем до времени Мануэля I (1495—1521), и Церковь Спасителя.
Местная традиция гласит, что существует некий секретный подземный проход, соединяющий замок и монастырь Успения Богоматери (монастырь Лойош).